# Bisdom Melo

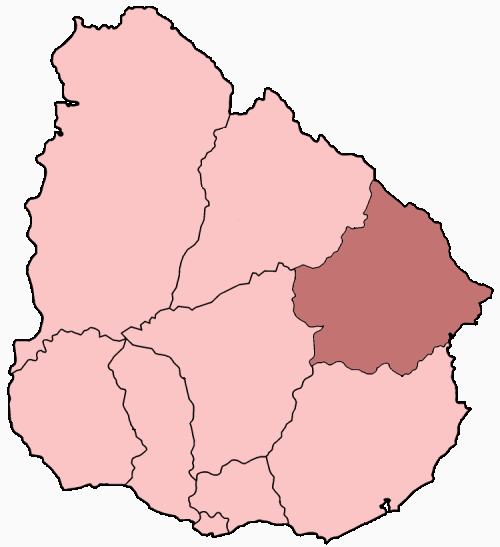
Het bisdom Melo binnen Uruguay

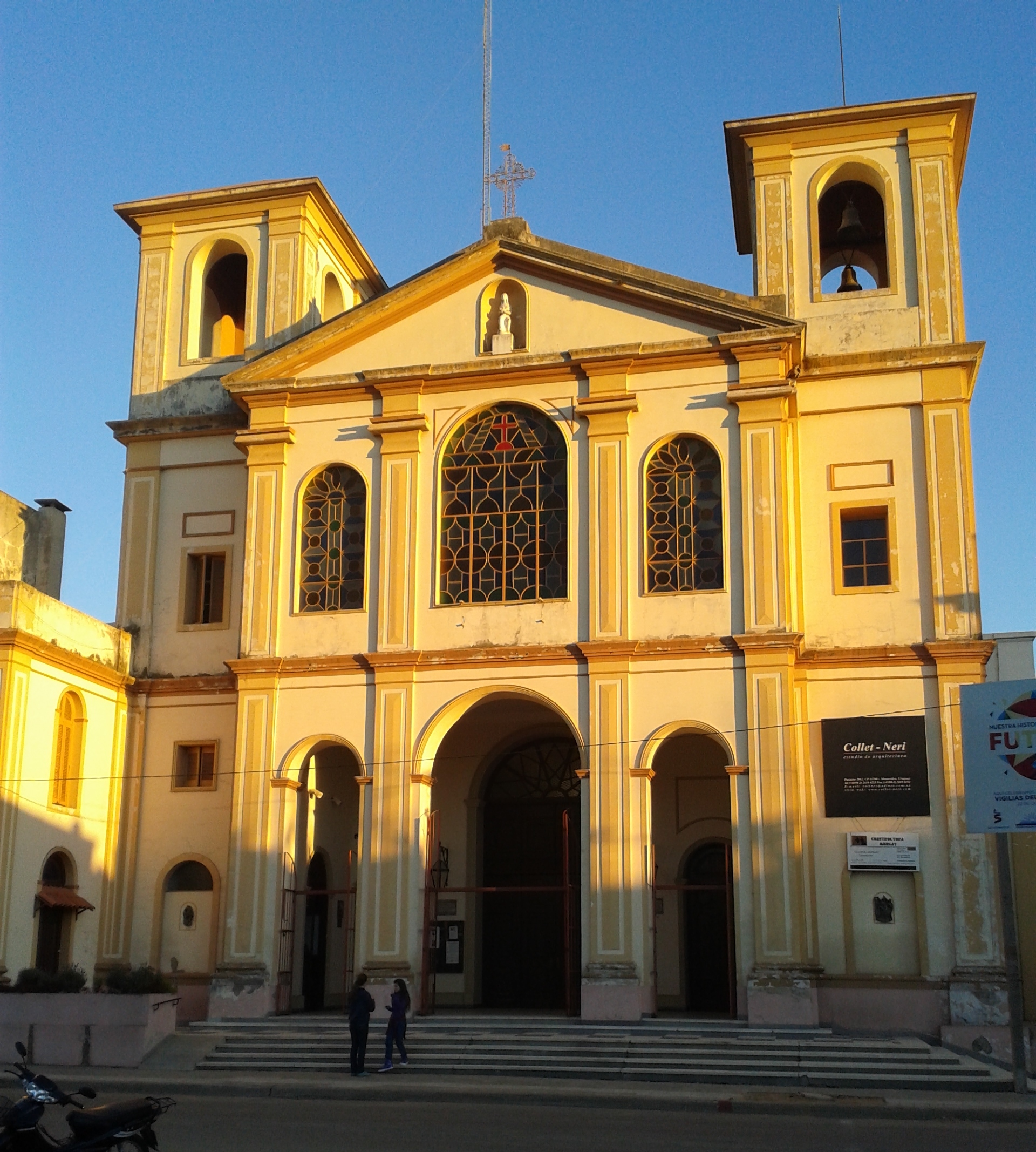
De kathedraal Nuestra Señora del Pilar y San Rafael van Melo

Het bisdom Melo (Latijn: Dioecesis Melensis) is een rooms-katholiek bisdom met als zetel Melo in Uruguay. Het bisdom is suffragaan aan het aartsbisdom Montevideo. 
Het bisdom werd opgericht in 1897. In 1931 werd Florida co-zetel van het bisdom en werd het hernoemd naar het bisdom Melo-Florida. In 1955 werd het bisdom gesplitst en werden Melo en Florida aparte bisdommen.
In 2019 telde het bisdom 16 parochies. Het bisdom heeft een oppervlakte van 23.177 km² en telde in 2019 139.500 inwoners waarvan 74,6% rooms-katholiek was. 

## Bisschoppen
- Nicolás Celidonio Luquese (1897-?)
- José Marcos Semeria (1919-1922)
- José Joaquín Manuel Eloy Arróspide y Echeverría (1922-1928)
- Miguel Paternain, C.SS.R. (1929-1955)
- José Maria Cavallero (1955-1960)
- Orestes Santiago Nuti Sanguinetti, S.D.B. (1960-1962)
- Roberto Reinaldo Cáceres González (1962-1996)
- Nicolás Cotugno Fanizzi, S.D.B. (1996-1998)
- Luis Serapio del Castillo Estrada, S.J. (1999-2009)
- Heriberto Bodeant (2009-2021)
- Pablo Jourdán (2021-)

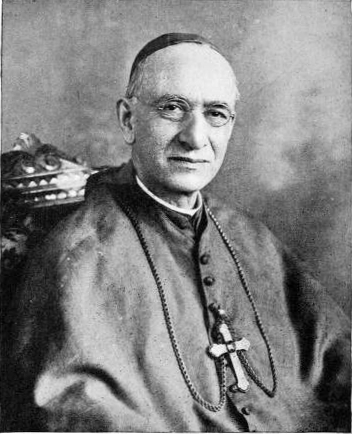
José Marcos Semeria
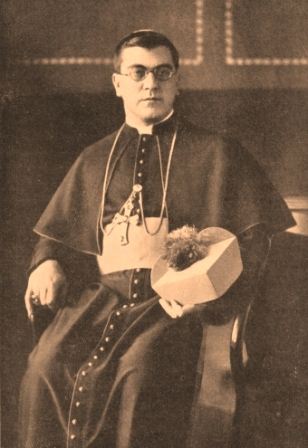
Miguel Paternain
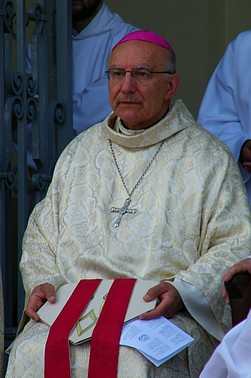
Nicolás Cotugno Fanizzi
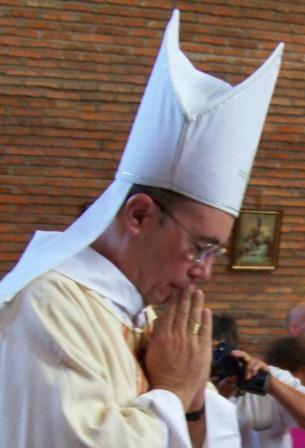
Heriberto Bodeant
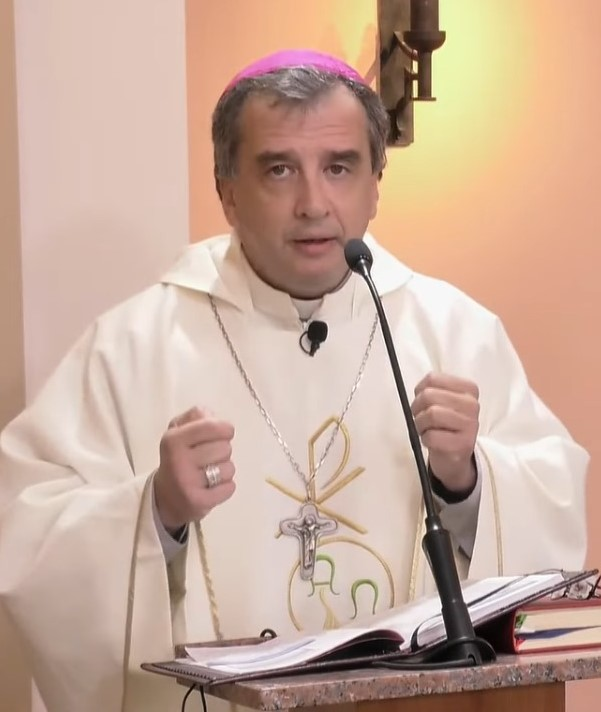
Pablo Jourdán